# Pierre Franco
Pour les articles homonymes, voir Franco.
Pierre Franco, en provencal Francou ou Francoul, né entre 1500 et 1505 à Turriers en Haute Provence, mort vers 1565 ou en 1578 à Lausanne, est un chirurgien français du XVIe siècle. C'est un pionnier de la chirurgie dans le traitement de la lithiase urinaire et des hernies.

## Biographie
Pierre Franco faisait partie des « opérateurs », c'est-à-dire des chirurgiens empiriques sans aucune instruction théorique. Opérateurs ambulants, situés au bas de l'échelle sociale, ils parcouraient les villes et les villages pour opérer vessies, hernies et cataractes.
Son éducation se fait sur le tas, en étant apprenti chez un opérateur de hernie. Vers 1541, devenu probablement calviniste, il quitte la France pour se réfugier en Suisse. Il pratique alors la chirurgie à Berne, et enseigne l'anatomie à Fribourg et à Lausanne. Lors d'une courte trêve religieuse, il revient en France en 1559 où il séjourne à Lyon et à Orange, jusqu'en 1562. Il doit à nouveau se réfugier à Lausanne, où il meurt vers 1565 ou en 1578.

## Travaux

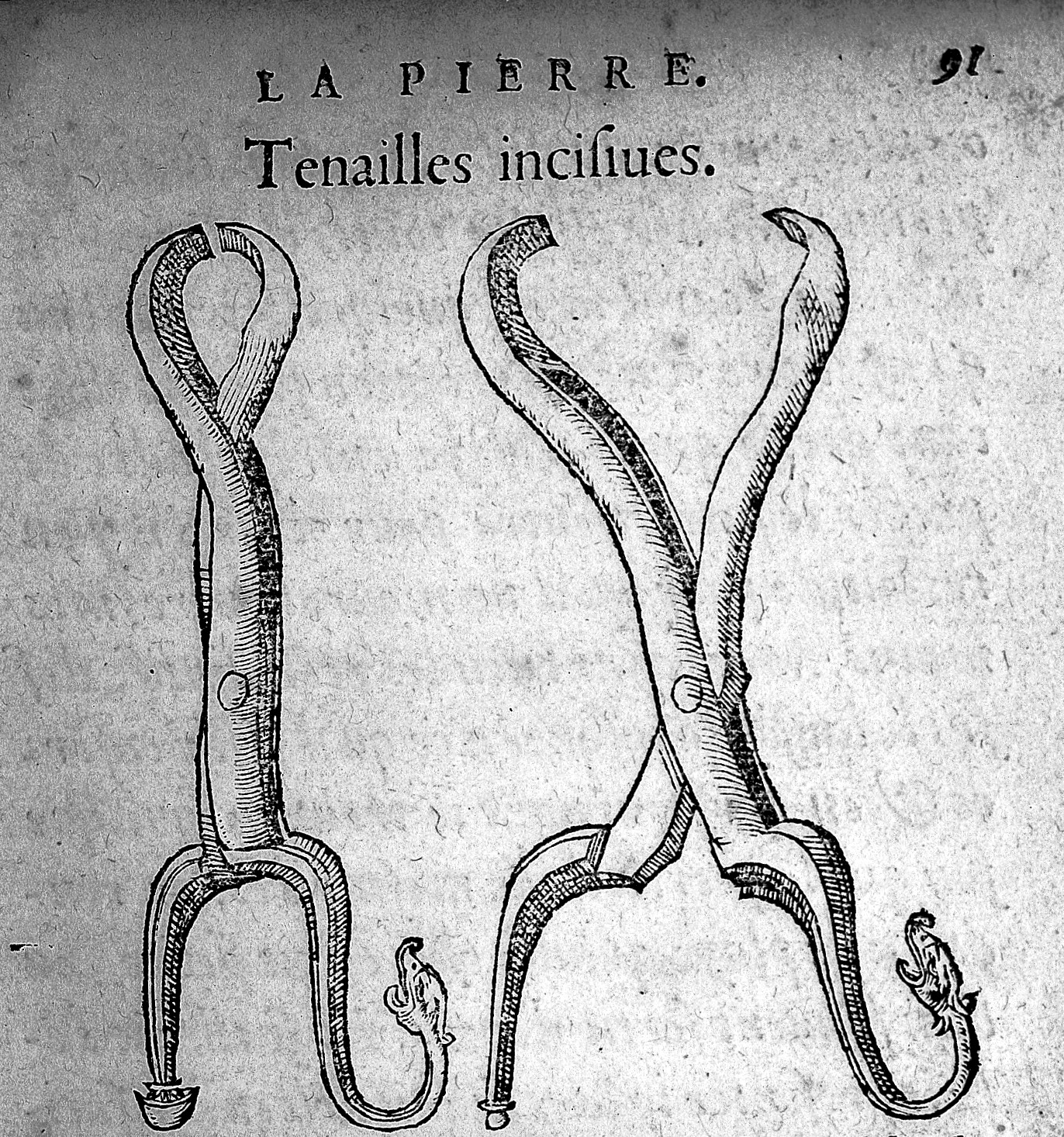
Tenailles incisives pour extraire la pierre de la vessie, Traité des hernies de Pierre Franco, 1561.

Bien que pratiquant dans des milieux modestes, Pierre Franco est cependant un grand chirurgien de la Renaissance qui a fait connaitre son expérience par des ouvrages imprimés.
Il réalise une importante avancée dans le domaine de l'urologie en étant le premier à pratiquer une lithotomie (traitement chirurgical des calculs de vessie) par voie haute (dite sus-pubienne ou incision hypogastrique), chez un enfant de deux ans qui avait un calcul gros comme un œuf de poule, inopérable par voie basse. L'opération a été faite à la demande des parents. Franco attribue le succès de l'opération à la chance, et celle-ci, alors jugée trop dangereuse, ne sera répétée que deux ou trois siècles plus tard,,.
Il est aussi le premier à montrer que l'ablation d'un testicule n'est pas nécessaire dans la cure d'une hernie inguinale, et à opérer les hernies étranglées. Il donne aussi une description de la hernie crurale et des adhérences de l'intestin au sac herniaire.
Il pratique l'opération de la cataracte, par abaissement du cristallin.
Il répare aussi le bec de lièvre par autoplastie faciale (greffe à partir de tissus sain avoisinant) en étant le premier à parler d'une origine congénitale.

## Œuvres
- Petit traité contenant une des parties principales de chirurgie, laquelle les chirurgiens herniaires exercent, Lyon, 1556, in-8.
- Traité des hernies contenant une ample déclaration de toutes leurs espèces, & autres excellentes parties de la chirurgie ; à savoir de la Pierre, des Cataractes des yeux et autres maladies... avec leurs causes, signes, accidens ; Anatomie des parties affectées & leur entière guérison, Lyon, 1561, in-8.